# 捲舌擠喉塞擦音
卷舌挤喉塞擦音是一种辅音，用在某些口语中。国际音标表记此音的符号是⟨ʈ͡ʂʼ⟩，它常被简化为⟨tʂʼ⟩。

## 特征
卷舌挤喉塞擦音的特征包括：
- 調音方法是有噝塞擦音，即先完全阻止氣流，再將舌頭拉長，把氣流帶到牙齒的尖處造成更高頻率的湍流。
- 調音部位是捲舌，以舌尖和上顎前部接觸以形成對氣流的阻礙而調音。

- 發聲類型是清音，意味着發音時聲帶並不顫動。
- 本輔音是口腔輔音（口音），表示調音時空氣只從口裡流出。
- 本輔音為中央輔音，調音時氣流在口腔的中央流過舌面，而不從兩側流過。
- 氣流機制是擠喉音，通過將聲門向上擠壓而將空氣排出。

## 见于
| 语言       | 语言       | 词汇       | 国际音标  | 意义 | 注释 |
| ---------- | ---------- | ---------- | --------- | ---- | ---- |
| 阿布哈兹语 | 阿布哈兹语 | [ 比如？ ] |           |      |      |
| 阿迪格语   | 阿迪格语   |            | [ʈ͡ʂʼəfa]ⓘ | 怀疑 |      |
| 阿瓦尔语   | 阿瓦尔语   | [ 比如？ ] |           |      |      |
| Yokuts     | Yokuts     | [ 比如？ ] |           |      |      |

## 更多
- 在PHOIBLE上搜尋含有[ʈʂʼ]的語言